# 147
Het jaar 147 is het 47e jaar in de 2e eeuw volgens de christelijke jaartelling.

## Gebeurtenissen

### Italië
- 21 april - Keizer Antoninus Pius organiseert grote feesten ter gelegenheid van het 900-jarig bestaan van Rome.

### China
- Boeddhistische geschriften worden vertaald in het Chinees, met als gevolg dat het boeddhisme zich uitbreidt in het Chinese Keizerrijk.

## Overleden
- Vologases III, koning van Parthië